# Treskavica
Treskavica je horský masiv v centrální části Bosny a Hercegoviny, poblíž Sarajeva. Většina masivu se nachází na území dnešní Republiky srbské, jihovýchodním směrem od metropole, malou částí zasahuje planina na území FBiH.
Se svojí výškou 2088 metrů je Treskavica nejvyšším bodem v okolí města, je jen 300 metrů nižší než nejvyšší hora v zemi, Maglić. Při slunečném počasí je z Treskavice vidno i do Černé Hory a k Jaderskému moři.
Problémem pro rozvoj turistiky je minová situace v pohoří. Během války v Bosně probíhaly v pohoří prudké boje a prakticky celé pohoří je plné objevených, ale i neobjevených minových polí.